# Campeonato de Gales de Rugby 2008-09
El Campeonato de Rugby de Gales (Principality Premiership) de 2008-09 fue la decimonovena edición del principal torneo de rugby de Gales.

## Sistema de disputa
El torneo se disputó en formato de todos contra todos en la que cada equipo enfrentó en condición de local y visitante a cada uno de sus rivales.
El equipo que al finalizar el torneo obtuviera mayor cantidad de puntos, se coronó como campeón del torneo, mientras que el último equipo desciende directamente a la División 2.

## Clasificación
| Pos. | Equipo                  | Encuentros | Encuentros | Encuentros | Encuentros | Tantos | Tantos | Tantos | Puntos Bonus | Puntos |
| Pos. | Equipo                  | PJ         | PG         | PE         | PP         | F      | C      | Dif    | Puntos Bonus | Puntos |
| ---- | ----------------------- | ---------- | ---------- | ---------- | ---------- | ------ | ------ | ------ | ------------ | ------ |
| 1    | Cardiff RFC             | 26         | 20         | 0          | 6          | 681    | 509    | +172   | 13           | 93     |
| 2    | Newport RFC             | 26         | 18         | 0          | 8          | 746    | 418    | +328   | 18           | 90     |
| 3    | Aberavon RFC            | 26         | 17         | 0          | 9          | 691    | 481    | +210   | 16           | 84     |
| 4    | Llanelli RFC            | 26         | 17         | 0          | 9          | 614    | 525    | +89    | 10           | 78     |
| 5    | Pontypridd RFC          | 26         | 16         | 2          | 8          | 611    | 467    | +144   | 9            | 77     |
| 6    | Neath RFC               | 26         | 15         | 1          | 10         | 634    | 498    | +136   | 14           | 76     |
| 7    | Glamorgan Wanderers RFC | 26         | 13         | 1          | 12         | 496    | 565    | -69    | 9            | 63     |
| 8    | Swansea RFC             | 26         | 10         | 2          | 14         | 617    | 576    | +41    | 14           | 58     |
| 9    | Cross Keys RFC          | 26         | 9          | 1          | 16         | 476    | 679    | -203   | 8            | 46     |
| 10   | Ebbw Vale RFC           | 26         | 8          | 3          | 15         | 397    | 543    | -146   | 6            | 44     |
| 11   | Bedwas RFC              | 26         | 8          | 1          | 17         | 476    | 622    | -146   | 8            | 42     |
| 12   | Llandovery RFC          | 26         | 8          | 1          | 17         | 389    | 547    | -158   | 8            | 42     |
| 13   | Pontypool RFC           | 26         | 9          | 0          | 17         | 469    | 674    | -205   | 5            | 41     |
| 14   | Bridgend Ravens         | 26         | 7          | 2          | 17         | 454    | 647    | -193   | 9            | 41     |

|  | Campeón.                    |
|  | Descendido a la División 2. |

| Bandera de Gales |
| Campeón Cardiff  |
| Tercer título    |